# Aleksandra Panova
Aleksandra Aleksandrovna Panova (in russo Александра Александровна Панова?; Krasnodar, 2 marzo 1989) è una tennista russa.

## Carriera
Fa il suo esordio nei tornei del Grande Slam all'Open di Francia 2011, nel doppio assieme a Tat'jana Puček, ma viene sconfitta al primo turno. Agli US Open dello stesso anno riesce per la prima volta a vincere un match, al primo turno supera assieme ad Akgul Amanmuradova in tre set Marina Eraković e Tamarine Tanasugarn.
Sempre agli US Open 2011 partecipa alle qualificazioni per il singolare femminile e, dopo aver superato le più quotate Ol'ga Savčuk e Andrea Hlaváčková, accede per la prima volta al tabellone principale in singolare. Si trova come avversaria la testa di serie numero otto Marion Bartoli che la elimina in due set.
Alla Copa Sony Ericsson Colsanitas 2012 arriva in finale sia nel singolo che nel doppio assieme ad Eva Birnerová, quella nel singolare è la sua prima finale del circuito WTA. Nel doppio riescono a sconfiggere Mandy Minella e Stefanie Vögele per 6-2, 6-2.
In aprile dello stesso anno ottiene un'altra vittoria nel doppio, a Fes infatti trionfa insieme a Petra Cetkovská con un 3-6, 7–6(5), [11-9] sulla coppia romena formata da Irina-Camelia Begu e Alexandra Cadanțu.
Nel novembre 2013 viene convocata, per la prima volta nella sua carriera, dal capitano della nazionale russa di Fed Cup in occasione della finale della manifestazione disputata contro l'Italia a Cagliari. Il 2 novembre 2013 gioca la prima partita nella finale di Fed Cup con Roberta Vinci e dopo tre ore e quindici minuti di battaglia, Roberta Vinci supera Aleksandra Panova con il punteggio di 5-7 7-5 8-6 e porta il primo punto nelle casse italiane. La russa era in vantaggio 7-5 5-2 40-15. Dopo aver annullato tre match point nel secondo set, l'azzurra ne ha respinto un altro nel set decisivo.
Agli Australian Open 2015, affronta la numero 2 del mondo Marija Šarapova al secondo turno. Riesce sorprendentemente a portare il match fino al set decisivo, dove spreca due match-points, per poi perdere con il punteggio di 6-1, 4-6, 7-5.

## Statistiche WTA

### Singolare

#### Sconfitte (1)
| Legenda               | Legenda      |
| --------------------- | ------------ |
| Grande Slam (0)       |              |
| Argenti Olimpici (0)  |              |
| WTA Finals (0)        |              |
| WTA Elite Trophy (0)  |              |
| Dal 2009 al 2020      | Dal 2021     |
| Premier Mandatory (0) | WTA 1000 (0) |
| Premier 5 (0)         | WTA 1000 (0) |
| Premier (0)           | WTA 500 (0)  |
| International (1)     | WTA 250 (0)  |

| N. | Data             | Torneo                  | Superficie  | Avversaria in finale | Punteggio |
| 1. | 19 febbraio 2012 | Copa Colsanitas, Bogotà | Terra rossa | Lara Arruabarrena    | 2-6, 5-7  |

### Doppio

#### Vittorie (11)
| Legenda               | Legenda      |
| --------------------- | ------------ |
| Grande Slam (0)       |              |
| Ori Olimpici (0)      |              |
| WTA Finals (0)        |              |
| WTA Elite Trophy (0)  |              |
| Dal 2009 al 2020      | Dal 2021     |
| Premier Mandatory (0) | WTA 1000 (0) |
| Premier 5 (0)         | WTA 1000 (0) |
| Premier (1)           | WTA 500 (2)  |
| International (6)     | WTA 250 (2)  |

| N.  | Data              | Torneo                           | Superficie  | Compagna            | Avversarie in finale                      | Punteggio           |
| 1.  | 20 settembre 2010 | Tashkent Open, Tashkent          | Cemento     | Tat'jana Puček      | Alexandra Dulgheru Magdaléna Rybáriková   | 6-3, 6-4            |
| 2.  | 18 febbraio 2012  | Copa Colsanitas, Bogotà          | Terra rossa | Eva Birnerová       | Mandy Minella Stefanie Vögele             | 6-2, 6-2            |
| 3.  | 28 aprile 2012    | Marocco Open, Fès                | Terra rossa | Petra Cetkovská     | Irina-Camelia Begu Alexandra Cadanțu      | 3-6, 7-6(5), [11-9] |
| 4.  | 27 luglio 2014    | Baku Cup, Baku                   | Cemento     | Heather Watson      | Ioana Raluca Olaru Shahar Peer            | 6-2, 7-6(3)         |
| 5.  | 2 agosto 2015     | Baku Cup, Baku (2)               | Cemento     | Margarita Gasparjan | Vitalija D'jačenko Ol'ga Savčuk           | 6-3, 7-5            |
| 6.  | 3 ottobre 2015    | Tashkent Open, Tashkent (2)      | Cemento     | Margarita Gasparjan | Vera Duševina Kateřina Siniaková          | 6-1, 3-6, [10-3]    |
| 7.  | 19 ottobre 2018   | Kremlin Cup, Mosca               | Cemento (i) | Laura Siegemund     | Darija Jurak Ioana Raluca Olaru           | 6-2, 7-6(2)         |
| 8.  | 29 luglio 2023    | Hamburg European Open, Amburgo   | Terra rossa | Anna Danilina       | Miriam Kolodziejová Angela Kulikov        | 6-4, 6-2            |
| 9.  | 20 luglio 2024    | Palermo Ladies Open, Palermo     | Terra rossa | Jana Sizikova       | Yvonne Cavallé Reimers Aurora Zantedeschi | 4-6, 6-3, [10-5]    |
| 10. | 10 gennaio 2025   | Adelaide International, Adelaide | Cemento     | Guo Hanyu           | Beatriz Haddad Maia Laura Siegemund       | 7-5, 6-4            |
| 11. | 28 giugno 2025    | Bad Homburg Open, Bad Homburg    | Erba        | Guo Hanyu           | Ljudmyla Kičenok Ellen Perez              | 4-6, 7-6(4), [10-5] |

#### Sconfitte (10)
| Legenda               | Legenda      |
| --------------------- | ------------ |
| Grande Slam (0)       |              |
| Argenti Olimpici (0)  |              |
| WTA Finals (0)        |              |
| WTA Elite Trophy (0)  |              |
| Dal 2009 al 2020      | Dal 2021     |
| Premier Mandatory (0) | WTA 1000 (1) |
| Premier 5 (0)         | WTA 1000 (1) |
| Premier (0)           | WTA 500 (1)  |
| International (5)     | WTA 250 (3)  |

| N.  | Data              | Torneo                      | Superficie    | Compagna            | Avversarie in finale                 | Punteggio           |
| 1.  | 3 febbraio 2013   | Pattaya Open, Pattaya       | Cemento       | Akgul Amanmuradova  | Kimiko Date-Krumm Casey Dellacqua    | 3-6, 2-6            |
| 2.  | 23 febbraio 2013  | Copa Colsanitas, Bogotà     | Terra rossa   | Eva Birnerová       | Tímea Babos Mandy Minella            | 4-6, 3-6            |
| 3.  | 13 settembre 2014 | Tashkent Open, Tashkent     | Cemento       | Margarita Gasparjan | Aleksandra Krunić Kateřina Siniaková | 2-6, 1-6            |
| 4.  | 18 settembre 2016 | Bell Challenge, Québec      | Sintetico (i) | Alla Kudrjavceva    | Lucie Hradecká Andrea Hlaváčková     | 6(2)-7, 6(2)-7      |
| 5.  | 29 luglio 2018    | Moscow River Cup, Mosca     | Terra rossa   | Galina Voskoboeva   | Anastasia Potapova Vera Zvonarëva    | 0-6, 3-6            |
| 6.  | 20 maggio 2022    | Marocco Open, Rabat         | Terra rossa   | Monica Niculescu    | Eri Hozumi Makoto Ninomiya           | 7-6(7), 3-6, [8-10] |
| 7.  | 5 febbraio 2023   | Open de Lyon, Lione         | Cemento (i)   | Olga Danilović      | Cristina Bucșa Bibiane Schoofs       | 6(5)-7, 3-6         |
| 8.  | 26 luglio 2024    | Iași Open, Iași             | Terra rossa   | Jana Sizikova       | Anna Danilina Irina Chromačëva       | 4-6, 2-6            |
| 9.  | 24 agosto 2024    | Monterrey Open, Monterrey   | Cemento       | Giuliana Olmos      | Guo Hanyu Monica Niculescu           | 6-3, 3-6, [4-10]    |
| 10. | 17 agosto 2025    | Cincinnati Open, Cincinnati | Cemento       | Guo Hanyu           | Gabriela Dabrowski Erin Routliffe    | 4-6, 3-6            |

## Circuito WTA 125

### Doppio

#### Sconfitte (4)
| N. | Data             | Torneo                                   | Superficie  | Compagna       | Avversarie in finale             | Punteggio   |
| 1. | 12 giugno 2022   | Open Internacional de Valencia, Valencia | Terra rossa | Arantxa Rus    | Aliona Bolsova Rebeka Masarova   | 0-6, 3-6    |
| 2. | 10 luglio 2022   | Grand Est Open 88, Contrexéville         | Terra rossa | Han Xinyun     | Ulrikke Eikeri Tereza Mihalíková | 6(8)-7, 2-6 |
| 3. | 25 agosto 2023   | Chicago Challenger, Chicago              | Cemento     | Cristina Bucșa | Ulrikke Eikeri Ingrid Neel       | w/o         |
| 4. | 10 dicembre 2023 | Open Angers Arena Loire, Angers          | Cemento (i) | Anna Danilina  | Cristina Bucșa Monica Niculescu  | 1-6, 3-6    |

## Statistiche ITF

### Singolare

#### Vittorie (7)
| Torneo 100 000 $ (0) |
| Torneo 75 000 $ (0)  |
| Torneo 50 000 $ (3)  |
| Torneo 25 000 $ (1)  |
| Torneo 15 000 $ (0)  |
| Torneo 10 000 $ (3)  |

| N. | Data              | Torneo                                       | Superficie  | Avversaria in finale | Score              |
| 1. | 29 maggio 2005    | Kiev Ladies Open, Kiev                       | Terra rossa | Oksana Ljubcova      | 3-6, 7-6, 2-0 rit. |
| 2. | 1º ottobre 2006   | Torneo Thessaloniki Tennis Club, Tessalonica | Terra rossa | Madlen Kadur         | 6-7, 6-4, 6-2      |
| 3. | 21 marzo 2010     | MegaFon Dreamcup, San Pietroburgo            | Cemento     | Neuza Silva          | 6-1, 7-5           |
| 4. | 11 settembre 2011 | Saransk Cup, Saransk                         | Terra rossa | Marina Mel'nikova    | 6-0, 6-2           |
| 5. | 2 ottobre 2011    | Telavi Open, Telavi                          | Terra rossa | Alexandra Cadanțu    | 4-6, 6-1, 6-2      |
| 6. | 22 settembre 2013 | Batumi Oil Terminal Open, Batumi             | Cemento     | Kateryna Kozlova     | 6-4, 0-6, 7-5      |
| 7. | 29 settembre 2013 | Telavi Open, Telavi                          | Terra rossa | Viktorija Kan        | 7-5, 6-1           |

## Risultati in progressione
| Sigla | Risultato               |
| ----- | ----------------------- |
| V     | Vincitore               |
| F     | Finalista               |
| SF    | Semifinalista           |
| O     | Oro olimpico            |
| A     | Argento olimpico        |
| SF    | Bronzo olimpico         |
| QF    | Quarti di Finale        |
| 4T    | Quarto turno            |
| 3T    | Terzo turno             |
| 2T    | Secondo turno           |
| 1T    | Primo turno             |
| RR    | Round Robin             |
| LQ    | Turno di qualificazione |
| A     | Assente                 |
| ND    | Non disputato           |

| Legenda superfici    |
| -------------------- |
| Cemento              |
| Terra battuta        |
| Erba                 |
| Superficie variabile |

### Singolare
| Torneo                 | 2009 | 2010 | 2011 | 2012 | 2013 | 2014 | 2015 | Titoli | V–S |
| ---------------------- | ---- | ---- | ---- | ---- | ---- | ---- | ---- | ------ | --- |
| Tornei del Grande Slam |      |      |      |      |      |      |      |        |     |
| Australian Open        | A    | Q1   | Q1   | LQ   | 1T   | Q2   | 2T   | 0 / 2  | 1–2 |
| Open di Francia        | Q2   | Q1   | Q1   | 1T   | Q2   | Q2   | Q1   | 0 / 1  | 0–1 |
| Wimbledon              | A    | Q1   | Q1   | 1T   | Q1   | Q1   |      | 0 / 1  | 0–1 |
| US Open                | Q1   | LQ   | 1T   | 1T   | LQ   | LQ   |      | 0 / 2  | 0–2 |
| Vittorie-sconfitte     | 0–0  | 0–0  | 0–1  | 0–3  | 0–1  | 0–0  | 1-1  | 0 / 6  | 1–6 |